# Abhishek Bachchan
Abhishek Bachchan, född 5 februari 1976 i Bombay, skådespelare. 
Abhishek Bachchan är gift med Aishwarya Rai som han spelat in många filmer tillsammans med. De gifte sig i februari 2007.
Abhishek Bachchan är delägare i Chennaiyin Football Club.